# Giro di Lombardia 1984
Il Giro di Lombardia 1984, settantottesima edizione della corsa, fu disputata il 13 ottobre 1984, per un percorso totale di 251 km. Fu vinta dal francese Bernard Hinault, giunto al traguardo con il tempo di 6h08'50" alla media di 40,831 km/h.
Presero il via da Milano 178 ciclisti, 57 di essi portarono a termine la gara.

## Ordine d'arrivo (Top 10)
| Pos. | Corridore            | Squadra       | Tempo   |
| ---- | -------------------- | ------------- | ------- |
| 1    | Bernard Hinault      | La Vie Claire | 6h08'50 |
| 2    | Ludo Peeters         | Kwantum Hal.  | a 58"   |
| 3    | Teun van Vliet       | Dries         | s.t.    |
| 4    | Tommy Prim           | Bianchi       | s.t.    |
| 5    | Stephen Roche        | La Redoute    | s.t.    |
| 6    | Adrie van der Poel   | Kwantum Hal.  | s.t.    |
| 7    | Claude Criquielion   | Splendor      | a 2'27" |
| 8    | Jørgen Vagn Pedersen | Carrera       | s.t.    |
| 9    | Emanuele Bombini     | Del Tongo     | s.t.    |
| 10   | Iñaki Gastón         | Reynolds      | a 2'34" |